# Pseuderipternus radiolatus
Pseuderipternus radiolatus är en stekelart som först beskrevs av Léon Abel Provancher 1875.  Pseuderipternus radiolatus ingår i släktet Pseuderipternus och familjen brokparasitsteklar. Inga underarter finns listade i Catalogue of Life.